# South London Line
| British Rail Class 378 im Bahnhof Clapham High Street |                      |                                              |                                              |
| |                      |                                              |                                              |
| Streckenlänge: | 13,7 km              |                                              |                                              |
| Spurweite: | 1435 mm (Normalspur) |                                              |                                              |
| Stromsystem: | 750 V =              |                                              |                                              |
| Zweigleisigkeit: | ja                   |                                              |                                              |
| |                      |                                              |                                              |
| \| \| \| London Victoria \| \| \| \| \| Abstellanlage Victoria \| \| \| \| \| Grosvenor Bridge (Themse) \| \| \| \| \| \| \| \| \| \| Battersea Park \| \| \| \| \| BML/OSLL von/nach Clapham Junction \| \| \| \| \| SWML London Waterloo – Weymouth \| \| \| \| \| \| \| \| \| \| Wandsworth Road \| \| \| \| \| Clapham High Street \| \| \| \| \| Chatham Main Line nach Dover Priory \| \| \| \| \| East Brixton (Reaktivierung möglich) \| \| \| \| \| Denmark Hill \| \| \| \| \| Dulwich Link aus Tulse Hill/Crystal Palace \| \| \| \| \| Peckham Rye \| \| \| \| \| \| \| \| \| \| Queens Road (Peckham) \| \| \| \| \| Nunhead \| \| \| \| \| OSLL/East London Line/BML aus Crystal Palace \| \| \| \| \| nach Bromley South/Chatham Main Line \| \| \| \| \| NKL/SEML aus Charing Cross/Cannon Street \| \| \| \| \| Lewisham \| \| \| \| \| NKL nach Gillingham/SEML nach Dover Priory \| \| \| \| \| New Cross Gate \| \| \| \| \| Old Kent Road \| \| \| \| \| \| \| \| \| \| Surrey Canal Road ab 2012 \| \| \| \| \| East London Line nach Highbury & Islington \| \| \| \| \| South Bermondsey \| \| \| \| \| \| \| \| \| \| SEML aus Dover Priory \| \| \| \| \| London Bridge \| \| \| \| \| Thameslink nach Blackfriars \| \| \| \| \| SEML nach Charing Cross/Cannon Street \| \| |                      |                                              |                                              |
| Kopfbahnhof Streckenanfang |                      | London Victoria                              | London Victoria                              |
| Abzweig geradeaus und nach links · Betriebs-/Güterbahnhof Streckenende und quer |                      | Abstellanlage Victoria                       | Abstellanlage Victoria                       |
| Brücke über Wasserlauf |                      | Grosvenor Bridge (Themse)                    | Grosvenor Bridge (Themse)                    |
| Abzweig geradeaus und nach links · Strecke von rechts |                      |                                              |                                              |
| Haltepunkt / Haltestelle · Strecke |                      | Battersea Park                               | Battersea Park                               |
| Abzweig quer und von rechts · Abzweig geradeaus, nach rechts und von rechts · Strecke |                      | BML/OSLL von/nach Clapham Junction           | BML/OSLL von/nach Clapham Junction           |
| Strecke nach links · Kreuzung geradeaus oben · Kreuzung geradeaus oben |                      | SWML London Waterloo – Weymouth              | SWML London Waterloo – Weymouth              |
| Abzweig geradeaus und von links · Strecke nach rechts |                      |                                              |                                              |
| Haltepunkt / Haltestelle |                      | Wandsworth Road                              | Wandsworth Road                              |
| Haltepunkt / Haltestelle |                      | Clapham High Street                          | Clapham High Street                          |
| Abzweig geradeaus und nach links |                      | Chatham Main Line nach Dover Priory          | Chatham Main Line nach Dover Priory          |
| ehemaliger Haltepunkt / Haltestelle |                      | East Brixton (Reaktivierung möglich)         | East Brixton (Reaktivierung möglich)         |
| Haltepunkt / Haltestelle |                      | Denmark Hill                                 | Denmark Hill                                 |
| Abzweig geradeaus und von rechts |                      | Dulwich Link aus Tulse Hill/Crystal Palace   | Dulwich Link aus Tulse Hill/Crystal Palace   |
| Bahnhof |                      | Peckham Rye                                  | Peckham Rye                                  |
| Strecke von links · Strecke quer · Abzweig geradeaus und nach rechts |                      |                                              |                                              |
| Strecke · Haltepunkt / Haltestelle |                      | Queens Road (Peckham)                        | Queens Road (Peckham)                        |
| Haltepunkt / Haltestelle · Strecke |                      | Nunhead                                      | Nunhead                                      |
| Kreuzung geradeaus oben · Strecke von rechts · Strecke |                      | OSLL/East London Line/BML aus Crystal Palace | OSLL/East London Line/BML aus Crystal Palace |
| Abzweig geradeaus und nach rechts · Strecke · Strecke |                      | nach Bromley South/Chatham Main Line         | nach Bromley South/Chatham Main Line         |
| Abzweig geradeaus und von rechts · Strecke · Strecke |                      | NKL/SEML aus Charing Cross/Cannon Street     | NKL/SEML aus Charing Cross/Cannon Street     |
| Bahnhof · Strecke · Strecke |                      | Lewisham                                     | Lewisham                                     |
| Strecke nach rechts · Strecke · Strecke |                      | NKL nach Gillingham/SEML nach Dover Priory   | NKL nach Gillingham/SEML nach Dover Priory   |
| Bahnhof · Strecke |                      | New Cross Gate                               | New Cross Gate                               |
| Strecke · ehemaliger Haltepunkt / Haltestelle |                      | Old Kent Road                                | Old Kent Road                                |
| Strecke · Abzweig geradeaus und ehemals nach links · Strecke von rechts (außer Betrieb) |                      |                                              |                                              |
| Strecke · Strecke · Haltepunkt / Haltestelle (Strecke außer Betrieb) |                      | Surrey Canal Road ab 2012                    | Surrey Canal Road ab 2012                    |
| Abzweig geradeaus und nach links · Kreuzung geradeaus oben · Abzweig quer und ehemals nach links |                      | East London Line nach Highbury & Islington   | East London Line nach Highbury & Islington   |
| Strecke · Haltepunkt / Haltestelle |                      | South Bermondsey                             | South Bermondsey                             |
| Abzweig geradeaus und nach links · Abzweig geradeaus und von rechts |                      |                                              |                                              |
| Abzweig geradeaus und von rechts · Strecke |                      | SEML aus Dover Priory                        | SEML aus Dover Priory                        |
| |                      | London Bridge                                |                                              |
| Abzweig geradeaus und nach rechts |                      | Thameslink nach Blackfriars                  | Thameslink nach Blackfriars                  |
| Strecke |                      | SEML nach Charing Cross/Cannon Street        | SEML nach Charing Cross/Cannon Street        |

Die South London Line ist eine Eisenbahnstrecke in London, welche die Bahnhöfe Victoria und London Bridge miteinander verbindet.

## Streckenführung
Die South London Line führt von Victoria über Clapham High Street, Denmark Hill und South Bermondsey nach London Bridge.

## Geschichte
1862 wurde die London, Chatham and Dover Railway (LCDR) mit dem Bau des Lückenschlusses zwischen der Chatham Main Line und der South Eastern Main Line beauftragt, deren beiden Betreiber im Konkurrenzkampf lagen. 1903 wurde die Strecke als erste in ganz England elektrifiziert. Bis 2012 verkehrten auf der Strecke Southern-Züge zwischen Victoria und London Bridge im Pendelverkehr. Zudem benutzten auch die Züge Victoria – Lewisham – Dartford bzw. Sutton – London Bridge und die Thameslink-Verbindungen Teilstücke der Inner South London Line.

## Betrieb
Seit 2012 ist die Verlängerung der East London Line von Surrey Quays nach Clapham Junction in Betrieb, diese benutzt damit die South London Line von Queens Road (Peckham) bis Wandsworth Road mit. Dabei ist es so, dass die South London Line ausschließlich von London-Overground-Zügen der Windrush-Linie im Viertelstundentakt bedient wird, was bedeutet, dass die Direktverbindungen trotz diverser lokaler Proteste zwischen Victoria und London Bridge entfielen. Denmark Hill und Peckham Rye bieten seit dem Umsteigemöglichkeiten zur Thameslink. Zudem benutzen die folgenden Verbindungen die South London Line teilweise mit: Von London Victoria über Peckham Rye nach Lewisham und Dartford, sowie von London Bridge über Peckham Rye nach Croydon und weiter.
Eine Reaktivierung der Station Brixton East durch die London Overground steht zur Debatte, denn in unmittelbarer Nähe befindet sich der Bahnhof Brixton mit Anschluss der Victoria Line der London Underground, ist jedoch bisher (2015) noch nicht erfolgt.